# Courtland (Alabama)
Courtland (auch Ebenezer) ist eine Town im Lawrence County des US-Bundesstaats Alabama mit einer Gesamtfläche von 6,0 km².
In früheren Tagen war Courtland Sitz eines Bundesgerichts, daher erhielt der Ort seinen Namen.

## Demographie
Nach der Volkszählung aus dem Jahr 2000 hatte Courtland 769 Einwohner, die sich auf 316 Haushalte und 210 Familien verteilten. Die Bevölkerungsdichte betrug somit 60,4 Einwohner/km². 54,23 % der Einwohner waren weiß, 40,44 % afroamerikanisch.  In 32,9 % der Haushalte lebten Kinder unter 18 Jahren. Das Durchschnittseinkommen pro Haushalt betrug 27.500 Dollar, wobei 20,2 % der Bevölkerung unterhalb der Armutsgrenze lebten.
2019 hatte Courtland 588 Einwohner.